# Аквінна (Массачусетс)
Аквінна (англ. Aquinnah) — місто (англ. town) в США, в окрузі Дюкс штату Массачусетс. Населення — 439 осіб (2020).

## Демографія
Згідно з переписом 2010 року, у місті мешкало 311 осіб у 145 домогосподарствах у складі 81 родини. Було 503 помешкання
Расовий склад населення:
| - 57,6 % — білих - 26,7 % — корінних американців - 1,6 % — чорних або афроамериканців - 0,3 % — азіатів - 1,9 % — осіб інших рас |

До двох чи більше рас належало 11,9 %. Частка іспаномовних становила 4,8 % від усіх жителів.
За віковим діапазоном населення розподілялося таким чином: 19,6 % — особи молодші 18 років, 71,1 % — особи у віці 18—64 років, 9,3 % — особи у віці 65 років та старші. Медіана віку мешканця становила 45,5 року. На 100 осіб жіночої статі у місті припадало 96,8 чоловіків;  на 100 жінок у віці від 18 років та старших — 90,8 чоловіків також старших 18 років.
Середній дохід на одне домашнє господарство  становив 103 304 долари США (медіана — 80 250), а середній дохід на одну сім'ю — 98 517 доларів (медіана — 80 938). Медіана доходів становила 32 429 доларів для чоловіків та 45 313 долари для жінок. За межею бідності перебувало 21,7 % осіб, у тому числі 32,5 % дітей у віці до 18 років та 3,1 % осіб у віці 65 років та старших.
Цивільне працевлаштоване населення становило 266 осіб. Основні галузі зайнятості: науковці, спеціалісти, менеджери — 15,0 %, мистецтво, розваги та відпочинок — 14,3 %, освіта, охорона здоров'я та соціальна допомога — 14,3 %.